# Evile
Evile är ett thrash metalband från England som bildades 2004. Bandets debutalbum producerades av Flemming Rasmussen vid Sweet Silence Studios i København i Danmark.

## Medlemmar
Nuvarande medlemmar
- Matt Drake - sång, rytmgitarr (2004-idag)
- Ben Carter - trummor (2004-idag)
- Joel Graham - basgitarr (2010-idag)
- Piers Donno-Fuller - sologitarr (2014-idag)

Tidigare medlemmar
- Mike Alexander - basgitarr (2002-2009; död 2009)
- Ol Drake (Oliver Michael Drake) - sologitarr (2004-2013)

## Diskografi
Album
- Enter the Grave (2007)
- Infected Nations (2009)
- Five Serpent's Teeth (2011)
- Skull (2013)

EPs
- All Hallows Eve (2004)
- Live at Hammerfest (2010)

Singlar
- "Infected Nations" (2009)
- "Cemetery Gates" (2010)
- "Eternal Empire" (2011)
- "Cult" (2011)
- "In Memoriam" (2012)
- "Drowned" (2013) (delad singel med Entombed)
- "Skull Bonus Disc" ("Words Of The Dead" / "Outsider") (2013)

Övrigt
- Hell (demo EP) (2006)
- "Darkness Shall Bring Death" / "Sacrificial" (demo) (2007)